# Arrigo Petacco
Arrigo Petacco (Castelnuovo Magra, 7 de agosto de 1929-Porto Venere, 3 de abril de 2018) fue un escritor, periodista e historiador italiano. 

## Biografía
Ha sido enviado especial, redactor jefe y director del diario La Nazione y de la publicación periódica Storia Illustrata, y autor del programa televisivo de mismo nombre transmitido en RAI.
Comenzó su carrera periodística en Il Lavoro, un periódico publicado en Génova, dirigido por Sandro Pertini. Prolífico escritor histórico, experimentado periodista y apreciado historiador, escribió varios guiones cinematográficos e hizo numerosos programas de televisión, especialmente para RAI, la principal radiodifusora pública italiana. En su carrera como periodista entrevistó a varios de los protagonistas de la Segunda Guerra Mundial.
En 1957 Petacco se casó con Lucetta De Martino con quien tuvo dos hijas: Mónica y Carlota, ambas viven en Italia. Es viudo desde 1989. Desde entonces vive solo en Porto Venere, cerca de La Spezia.
En 1983 ganó el premio Saint-Vincent al periodismo y en 2006 recibió del premio Capo d'Orlando también por periodismo.

## Obra

### Una tragedia revelada
La obra maestra de Arrigo Petacco es el ensayo histórico L'esodo: la tragedia negata d'Istria, Dalmazia e Venezia Giulia 1942-1956 publicado en 1999 y traducido en varios idiomas. La edición en inglés fue publicada en 2005 y tuvo un éxito inmediato. Petacco le da voz al sufrimiento de las personas que fueron rechazadas y negadas por su propio país. Aquellos que sobrevivieron fueron validados por los relatos históricos y personales presentados en el libro.

### Algunas publicaciones
- La morte cammina con la sposa. (Collezione: I romanzi della notte). Rome, Boselli, 1958.
- L'anarchico che venne dall'America. Storia di Gaetano Bresci e del complotto per uccidere Umberto I. Milan, Mondadori, 1969.
- La seconda guerra mondiale. 9 v. Rome, Armando Curcio Editor, 1970.
- Joe Petrosino. Milan, Mondadori, 1972.
- Dal Gran Consiglio al Gran Sasso: una storia da rifare. Milan, Rizzoli, 1973 (coautor Sergio Zavoli).
- Il prefetto di ferro. L'uomo di Mussolini che mise in ginocchio la mafia. Milan, Mondadori, 1975.
- Le battaglie navali del Mediterráneo nella Seconda guerra mondiale Milan, Mondadori, 1976.
- Riservato per il Duce. Milan, Mondadori 1979.
- Storia del Fascismo. 6 volumi. Rome, Armando Curcio Editore, 1981.
- Pavolini: l'ultima raffica di Salò. Milan, Mondadori, 1982.
- I grandi enigmi della storia. (6 v.) Novara, DeAgostini, 1984.
- Come eravamo negli anni di guerra? (1940–1945). Novara, DeAgostini, 1984.
- Dear Benito, Caro Winston. Milan, Mondadori, 1985.
- I ragazzi del '44. Milan, Mondadori, 1987.
- Storia bugiarda. Bari, Laterza, 1989.
- W Gesu W Maria W l'Italia - Ugo Bassi, il cappellano di Garibaldi. Rome, Nuove edizioni del gallo, 1990.
- 1940: giorno per giorno attraverso i bollettini del Comando supremo. Milano, Leonardo, 1990. ISBN 88-355-0064-8.
- 1941: giorno per giorno attraverso i bollettini del Comando supremo. Milano, Leonardo, 1990. ISBN 88-355-0096-6.
- 1942: giorno per giorno attraverso i bollettini del Comando supremo. Milano, Leonardo, 1991. ISBN 88-355-0140-7.
- 1943: giorno per giorno attraverso i bollettini del Comando supremo. Milan, Leonardo, 1993. ISBN 88-355-0237-3
- La regina del Sud. Milano, Mondadori, 1992.
- La principessa del nord. La misteriosa vita della dama del Risorgimento: Cristina di Belgioioso. Milano, Mondadori, 1993.
- La signora della Vandea. Un'italiana alla conquista del trono di Francia. Milan, Modadori, 1994.
- Le battaglie navali del Mediterráneo nella seconda guerra mondiale. Milan, Mondadori, 1995.
- La nostra guerra 1940-1945. L'avventura bellica tra bugie e verità. Milan, Mondadori, 1995.
- Il comunista in camicia nera: Nicola Bombacci, tra Lenin e Mussolini. Milan, Mondadori, 1996.
- Regina. La vita e i segreti di Maria José. Milan, Mondadori, 1997.
- L'archivio segreto di Mussolini. Milan, Mondadori, 1997
- L'armata scomparsa: l'avventura degli italiani in Russia. Milan, Mondadori, 1998.
- Il superfascista. Vita e morte di Alessandro Pavolini. Milan, Mondadori, 1998.
- L'esodo: la tragedia negata degli italiani d'Istria, Dalmazia e Venezia Giulia. Milano, Mondadori, 1999.
- L'anarchico che venne dall'America. (nuova edizione), Milano, Mondadori, 2000.
- L'Amante dell'imperatore. Milano, Mondadori, 2000
- Joe Petrosino. Milano, Mondadori, 2001.
- Ammazzate quel fascista! Vita intrepida di Ettore Muti. Milan, Mondadori, 2002.
- Faccetta nera: storia della conquista dell'impero. Milan, Mondadori, 2003.
- Il Cristo dell'Amiata. Milan, Mondadori, 2003.
- L'uomo della provvidenza. Milan, Mondadori, 2004.
- La croce e la mezzaluna: Lepanto 7 ottobre 1571. Milan, Mondadori, 2005.
- Viva la muerte!: mito e realta della guerra civile spagnola, 1936-39. Milan, Mondadori, 2006.
- L'ultima crociata: quando gli ottomani arrivarono alle porte dell'Europa. Milan, Mondadori, 2007.
- La scelta: l'invenzione della Repubblica Italiana. Roma, Armando Curcio, 2008.
- La strana guerra, 1939-1940: quando Hitler e Stalin erano alleati e Mussolini stava a guardare. Milan, Mondadori,2008.
- Il regno del Nord, 1859: il sogno di Cavour infranto da Garibaldi. Milano, Mondadori, 2009.
- La Resistenza tricolore. Milano, Mondadori, 2010 (coautor Giancarlo Mazzuca).
- O Roma o morte. 1861-1870. La tormentata conquista dell'unità d'Italia, Milano, Mondadori, 2010. ISBN 978-88-04-60457-0.
- La Spezia nel Risorgimento, La Spezia, Fondazione Eventi, 2011.
- Quelli che dissero no. 8 settembre 1943. La scelta degli italiani nei campi di prigionia inglesi e americani, Mondadori, Milán, 2011. ISBN 978-88-04-61293-3.
- Eva e Claretta. Le amanti del diavolo, Milán, Mondadori, 2012. ISBN 978-88-04-62246-8.
- A Mosca, solo andata. La trágica avventura dei comunisti italiani in Russia, Collezione Le Scie, Mondadori, Milano, 2013, ISBN 978-88-04-63093-7.
- La Storia ci ha mentito. Dai misteri della borsa scomparsa di Mussolini alle «armi segrete» di Hitler, le grandi menzogne del Novecento, Collezione Le Scie, Mondadori, Milán, 2014.
- Nazisti in fuga. Intrighi spionistici, tesori nascosti, vendette e tradimenti all'ombra dell'Olocausto, Collezione Le Scie, Mondadori, Milán, 2014.

### Películas
- La battaglia d'Inghilterra
- L'assedio di Malta
- La fine del dirigibile
- La battaglia del Río de la Plata (Graf Spee)
- Lo sbarco in Normandia
- Lo sbarco di Salerno
- La battaglia dell'Atlantico
- La battaglia di Mosca
- La vera storia di Rommel
- La vera storia di Eddie Chapman
- La fine del Thresher
- La spia di Pearl Harbor
- La battaglia del Piave
- Vittorio Veneto
- L'impresa di Premuda
- L'ultima trincea
- Ustascia
- Dal Gran Consiglio al Gran Sasso (en colaboración con Sergio Zavoli)
- I due Yemen
- I figli di Lawrence
- 1943, l'anno della svolta

### Programas televisivos
- L'impresa di Premuda, Segundo Programa, 8 de junio de 1966.
- La battaglia d'Inghilterra, Segundo Programa, 17 de marzo de 1967.
- La scomparsa di un sommergibile atómico, Programa Nacional, 11 de mayo de 1967.
- La fine della Graf Spee, Segundo Programa, 7 de mayo de 1968.
- Prima pagina (Mussolini dal Gran Consiglio al Gran Sasso, con Sergio Zavoli), Programa Nacional, 22 de julio de 1968.
- Lo sbarco di Salerno, Segundo Programa, 15 de octubre de 1968.
- Da Caporetto a Vittorio Veneto, Programa Nacional, 13 nov 1968.
- Da Caporetto a Vittorio Veneto: il Piave, Programa Nacional, 20 nov 1968.
- Da Caporetto a Vittorio Veneto: Vittorio Veneto, Programa Nacional, 27 nov 1968.
- La fine del dirigibile, Programa Nacional, 4 dic 1968.
- La battaglia dell'Atlantico, Programa Nacional, 11 dic 1968.
- Operazione C-3: obiettivo Malta, Programa Nacional, 18 dic 1968.
- La vera storia di Eddie Chapman, Programa Nacional, 8 de enero de 1969.
- Valachi accusa, Programma Nazionale, 21 de mayo de 1969.
- La battaglia di Mosca, Segundo Programma, 1º julio 1969.
- La battaglia di Mosca: i giorni della riscossa, Segundo Programa, 8 de julio de 1969.
- Lo battaglia di Normandia, Programa Nacional, 23 de julio de 1969.
- L'ultima trincea, Programa Nacional, 13 de octubre de 1970.
- La vera storia di Rommel, Programa Nacional, 9 de junio de 1971.
- Sestante (I figli di Lawrence), Programa Nacional, 29 de enero de 1972.
- Ustascia, Secondo Programma, 15 de mayo de 1972.
- Servizi speciali del telegiornale (I due Yemen), Programa Nacional, 22 de septiembre de 1972.
- Servizi speciali del telegiornale (L'anno della svolta), Programa Nacional, 11, 18, 25 de agosto de 1973.
- La spia di Pearl Harbor

## Distinciones

### Órdenes
- Comendador de la Orden al Mérito de la República Italiana ( Italia, 27 de diciembre de 1986).[5]

### Premios
- Premio Saint-Vincent al periodismo (1983).
- Premio Capo d'Orlando al periodismo (2006).